# New Found Glory
I New Found Glory sono un gruppo musicale statunitense formatosi nel 1997 a Coral Springs, in Florida, e con sede in California.

## Storia del gruppo

### Primi anni (1997-1999)
I New Found Glory, inizialmente "Inner City Kids", si formarono nella metà del 1997 con Jordan Pundik alla voce, Chad Gilbert (già cantante degli Shai Hulud) e Steve Klein alle chitarre, Ian Grushka al basso e Joe Marino alla batteria; quest'ultimo fu rimpiazzato da Cyrus Bolooki dopo l'album di debutto.
Il nome "A New Found Glory" fu ideato da Pundik e Klein, con questa formazione la band fa il suo primo show, l'11 giugno del 1997, al Cheers di Miami, e poco dopo registra alcuni brani al Wisner Productions ed al Ridenour Studios.
Poco dopo Joe abbandona il gruppo e viene sostituito da Cyrus William Bolooki, in quello stesso periodo i brani registrati vengono pubblicati dalla Fiddler Records, di Miami, sono contenuti nell'EP It's All About the Girls. Più tardi la band registra il suo primo album in studio, Nothing Gold Can Stay, che esce nel 1999 per la Drive Thru Records.
Sempre nel 1998 vincono lo Slammie per la migliore band emergente del sud della Florida e nel 1999 partecipano per la prima volta al Warped Tour. Si esibiranno durante il Warped Tour anche nel 2011, nel 2002, nel 2004 nel 2007 e nel 2012.
Il gruppo registra, poi, allo Studio 13 di Deerfield Beach, con Jeremy Staska come produttore, alcune cover di colonne sonore di film, che vengono raccolte in un EP intitolato From the Screen to Your Stereo e pubblicate dalla Drive Thru, il disco ottiene molto successo e vende più di 30 000 copie.

### La notorietà (2000-2005)
Il gruppo registra all'Elysian Fields Studios di Boca Raton, un nuovo album di inediti, omonimo e pubblicato, sempre dalla Drive Thru e per la prima volta dalla MCA Records, nel settembre 2000. L'album entra per la prima nelle classifiche statunitensi, arrivando anche al numero uno della Top Heatseeker di Billboard, dedicata agli artisti emergenti.
Dopo numerosi tour nel 2001 la band riprende il lavoro in studio e registra nuovi brani in parte al DML Studios ed al Signature Sound di San Diego, in parte al Larabee West Studios di West Hollywood ed in parte al NRG Studios di North Hollywood. Questi brani vengono raccolti nel terzo album, Sticks and Stones, che viene pubblicato nel 2002. Questo album ha un grandissimo successo e vende in pochi mesi 750 000 copie, grazie anche alla partecipazione del gruppo al Warped Tour di quell'anno e grazie ai video che vengono girati su MTV. Da Sticks and Stones vengono estratti tre singoli: My Friends Over You, che raggiunge la posizione numero 85 della Billboard Hot 100 nel 2002, la numero 11 in Canada e la numero 5 dell'Alternative Songs statunitense, Head on Collision, che entra nella top 30 sia nella classifica canadese che dell'Alternative Songs, e Understatement.

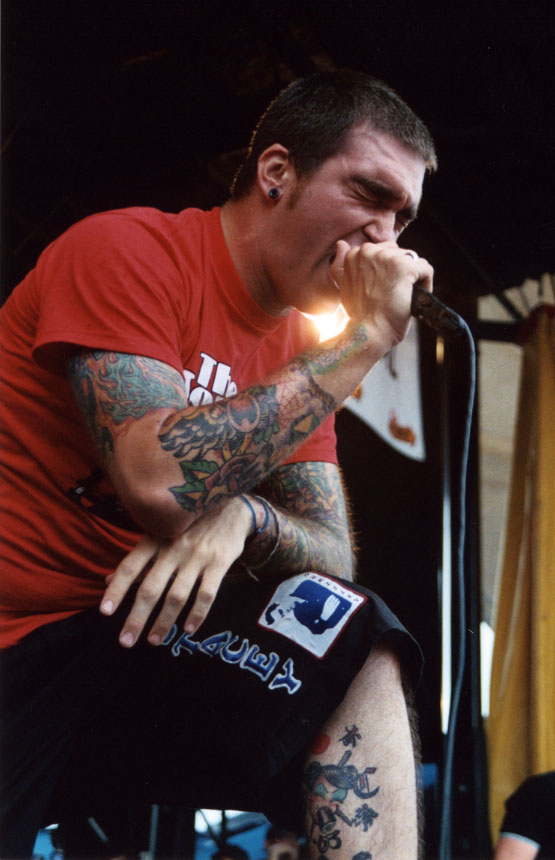
Il cantante Jordan Pundik durante un concerto nel 2004

Il 2004 vede l'uscita dell'album Catalyst, che riesce a superare il suo predecessore nella Billboard 200 arrivando alla terza posizione in classifica e vendendo in pochi mesi oltre 750 000 copie, oltre a riuscire a entrare anche nelle classifiche di Australia e Regno Unito. Dagli album vengono estratti i singoli All Downhill from Here, l'omonimo Catalyst e Failure's Not Flattering, ma solo il primo riesce a entrare nell'Alternative Songs di Billboard, mentre gli altri due entrano in classifica solo nel Regno Unito.

### Gli ultimi lavori (2006-presente)
Seguiranno gli album Coming Home (2006), Not Without a Fight (2009) e Radiosurgery (2011), tutti discretamente accolti negli Stati Uniti, nel Regno Unito e in Australia, ma che non riescono a confermare il successo dei precedenti dischi.  In questo arco di tempo vengono pubblicati anche l'album di cover From the Screen to Your Stereo Part II (2007) (seguito dell'EP omonimo del 2000) e Hits (2008), la loro prima raccolta di successi.
Nel 2013 viene pubblicato l'album dal vivo Kill It Live. Il 12 dicembre dello stesso anno i New Found Glory annunciano che il chitarrista Steve Klein, a causa di divergenze professionali, ha lasciato la band. Nel settembre 2014 esce quindi l'ottavo album in studio della band, intitolato Resurrection, pubblicato per la prima volta dalla Hopeless Records e senza Klein nella formazione.
Seguono gli album Makes Me Sick (2017) e Forever + Ever x Infinity (2020).
A novembre 2022 viene pubblicato il singolo Dream Born Again, che anticipa l'album Make the Most of It, contenente solo brani acustici e in uscita il 20 gennaio 2023 per Revelation Records. Il 16 dicembre esce il singolo Get Me Home.

## Formazione

### Formazione attuale
- Jordan Pundik – voce (1997-presente)
- Chad Gilbert – chitarra, voce secondaria (1997-presente)
- Ian Grushka – basso (1997-presente)
- Cyrus Bolooki – batteria, percussioni (1997-presente)

Turnisti
- Michael Bethancourt – tastiera, sintetizzatore (2007-2012)
- James Dewees – tastiera, sintetizzatore (2003-2005)

### Ex componenti
- Steve Klein – chitarra ritmica (1997-2013)
- Joe Marino – batteria, percussioni (1997)

## Discografia

### Album in studio
- 1999 – Nothing Gold Can Stay
- 2000 – New Found Glory
- 2002 – Sticks and Stones
- 2004 – Catalyst
- 2006 – Coming Home
- 2009 – Not Without a Fight
- 2011 – Radiosurgery
- 2014 – Resurrection
- 2017 – Makes Me Sick
- 2020 – Forever + Ever x Infinity
- 2021 – December's Here
- 2023 – Make the Most of It

### Album di cover
- 2002 – Movie Addiction (split con i Nicotine)
- 2007 – From the Screen to Your Stereo Part II

### Album dal vivo
- 2013 – Kill It Live

### Raccolte
- 2008 – Hits